# Jaguaruna
Jaguaruna est une ville brésilienne du littoral du sud de l'État de Santa Catarina.

## Géographie
Jaguaruna se situe par une latitude de 28° 36′ 54″ sud et une longitude de 49° 01′ 32″ ouest, à une altitude de 12 mètres.
Sa population était de 17 291 habitants au recensement de 2010. La municipalité s'étend sur 329 km2.
Elle fait partie de la microrégion de Tubarão, dans la mésorégion Sud de Santa Catarina.

## Histoire
Les plages de Jaguaruna se situe sur le chemin que les colons, originaire de Laguna utilisaient pour étendre le domaine portugais vers le sud, dès le début du XVIIe siècle. Cependant, le peuplement effectif de la région de Jaguaruna, majoritairement d'origine européenne ne commença qu'autour de 1800. Les principaux colons de la ville furent des açoriens qui arrivèrent du Portugal à partir de 1870. La région prit d'abord le nom de Campo Bom, mais finalement, le nom indigène (en langue tupi-guarani) de Jaguaruna prévalut (« jaguar noir » en français).

## Administration
La municipalité est constituée d'un seul district, siège du pouvoir municipal.

## Villes voisines
Jaguaruna est voisine des municipalités (municípios) suivantes :
- Laguna
- Tubarão
- Treze de Maio
- Sangão
- Içara